# Alhambra-Vase

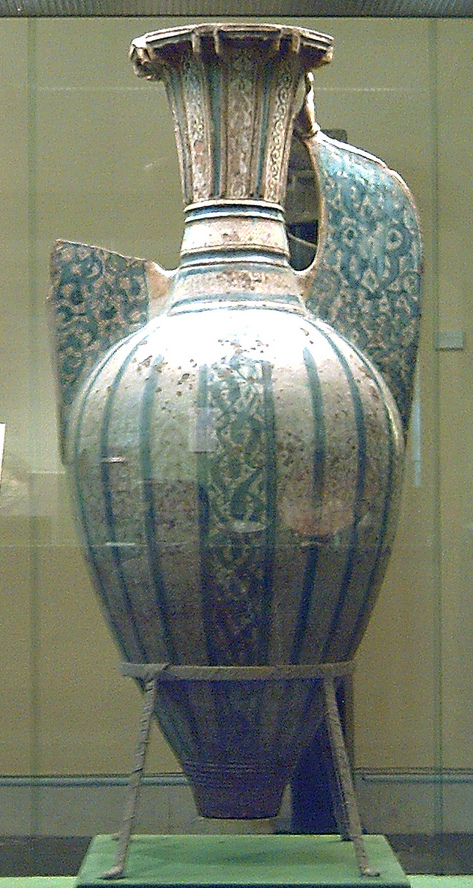
Alhambra-Vase (M.A.N., Madrid)

Als Alhambra-Vase bezeichnet man einerseits eine bestimmte Prunkvase in der Alhambra, andererseits wird der Name auch für ähnliche Stücke der Fayencekunst verwendet.

## Allgemeines
Eine Alhambravase ist ein Gefäß zum Wassertransport. Sie ist etwa einen knappen bis eineinhalb Meter hoch, hat einen relativ engen Hals, die Form einer gedrungenen Amphore, die auf ein Fußgestell gesetzt wird, und häufig zwei flügelartige Henkel, die jedoch nicht zum Tragen, sondern nur zur Zierde dienen.

## DieAlhambra-Vase (Jarrón de las Gacelas)
Das Einzelstück, das auch als die Alhambra-Vase bezeichnet wird, ist ein Meisterwerk der spanisch-maurischen Fayencekunst des 14. Jahrhunderts. Es entstand in Málaga und wurde später angeblich mit Goldstücken gefüllt im Garten der Alhambra gefunden. Inschriften, Tierfiguren und Pflanzenarabesken in blau-weiß-goldener Emaillemalerei zieren die Vase und den einen noch erhaltenen Flügelhenkel.